# Nathan Bontems
Pour les personnes ayant le même patronyme, voir Bontems.
Pas d'image ? Cliquez ici

a Compétitions nationales et continentales officielles uniquement.

b Matchs officiels uniquement.
Dernière mise à jour le 28/03/2021.
Nathan Bontems, né le 22 juillet 1994, est un joueur belge de rugby à XV qui évolue au poste de centre. 

## Biographie
Nathan Bontems commence le rugby en 2008 à l'ASUB Waterloo. Jeune talent, il est intégré à l'équipe de Belgique des moins de 18 ans, puis intègre l'académie du Racing 92 à ses 18 ans. 
Pendant son passage dans l'académie francilienne, il débute en équipe de Belgique de rugby à sept en 2013, dont il va régulièrement porter les couleurs jusqu'en 2017. Puis en 2015, il devient international à XV. 
En 2016, non conservé par le Racing, il rejoint le Beauvais RC en Fédérale 2. Il reste trois saisons à Beauvais, avant de monter en Fédérale 1, rejoignant le SC Mazamet. La pandémie de Covid-19 force le club mazamétain à réduire son budget, ce qui entraîne le départ de plusieurs joueurs dont Nathan Bontems,. Il trouve un point de chute au sein du SC Graulhet, toujours en Fédérale 1, et évolue en parallèle en tant qu’animateur périscolaire. Après une saison tronquée par la pandémie de Covid-19, il change de nouveau de club. Il redescend en Fédérale 2, rejoignant l'Aviron gruissanais. Après plusieurs saisons en France, il rentre en Belgique en 2023, et rejoint le Boitsfort RC.

## Statistiques

### En sélection
| Année | Compétition      | Matchs | Points | Essais | Transf. | Drops | Pénal. |
| ----- | ---------------- | ------ | ------ | ------ | ------- | ----- | ------ |
| 2015  | ENC 1B 2014-2016 | 1      | -      | -      | -       | -     | -      |
| 2016  | ENC 1B 2014-2016 | 2      | -      | -      | -       | -     | -      |
| 2017  | REC 2017         | 5      | -      | -      | -       | -     | -      |
| 2018  | REC 2018         | 3      | -      | -      | -       | -     | -      |
| 2019  | REC 2019         | 1      | -      | -      | -       | -     | -      |
| 2019  | Test             | 1      | -      | -      | -       | -     | -      |
| 2020  | REC 2020         | 2      | -      | -      | -       | -     | -      |
| Total | Total            | 15     | -      | -      | -       | -     | -      |